# Định lý Euler (hình học)

Trong hình học, định lý Euler nói về khoảng cách d giữa tâm đường tròn ngoại tiếp và tâm đường tròn nội tiếp của một tam giác thể hiện qua công thức sau:
{\displaystyle d^{2}=R(R-2r)\,}
Trong đó {\displaystyle R} và {\displaystyle r} lần lượt là bán kính đường tròn ngoại và nội tiếp của một tam giác. Định lý đặt tên theo nhà toán học Leonhard Euler, người công bố nó năm 1767. Tuy nhiên, kết quả tương tự đã được nhà toán học người Anh William Chapple công bố trước Euler vào năm 1746
Từ định lý trên ta có bất đẳng thức Euler:
{\displaystyle R\geq 2r,}
Đẳng thức xảy ra khi tam giác là tam giác đều.:trang 198

## Một phiên bản mạnh hơn của bất đẳng thức Euler
Một phiên bản mạnh hơn của bất đẳng thức Euler như sau::trang 198
{\displaystyle {\frac {R}{r}}\geq {\frac {abc+a^{3}+b^{3}+c^{3}}{2abc}}\geq {\frac {a}{b}}+{\frac {b}{c}}+{\frac {c}{a}}-1\geq {\frac {2}{3}}\left({\frac {a}{b}}+{\frac {b}{c}}+{\frac {c}{a}}\right)\geq 2.}